# مورگان تیلور
مورگان تیلور (انگلیسی: Morgan Taylor؛ ۱۷ آوریل ۱۹۰۳ – ۱۶ فوریه ۱۹۷۵) دونده اهل ایالات متحده آمریکا بود.
وی در مسابقات کشوری و بین‌المللی در مجموع برندهٔ ۱ مدال طلا، ۲ مدال برنز شده‌است.